# Microtatorchis clementsii
Microtatorchis clementsii là một loài thực vật có hoa trong họ Lan. Loài này được D.L.Jones & B.Gray mô tả khoa học đầu tiên năm 2006.